# Marschall der Waffengattung

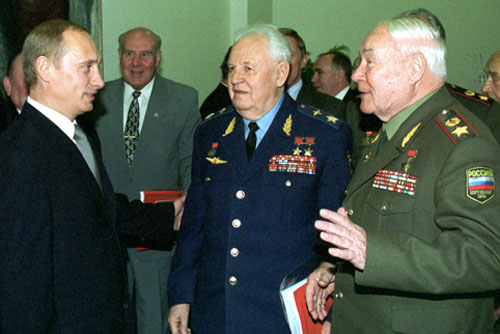
Marschall der Flieger, Alexander Jefimow

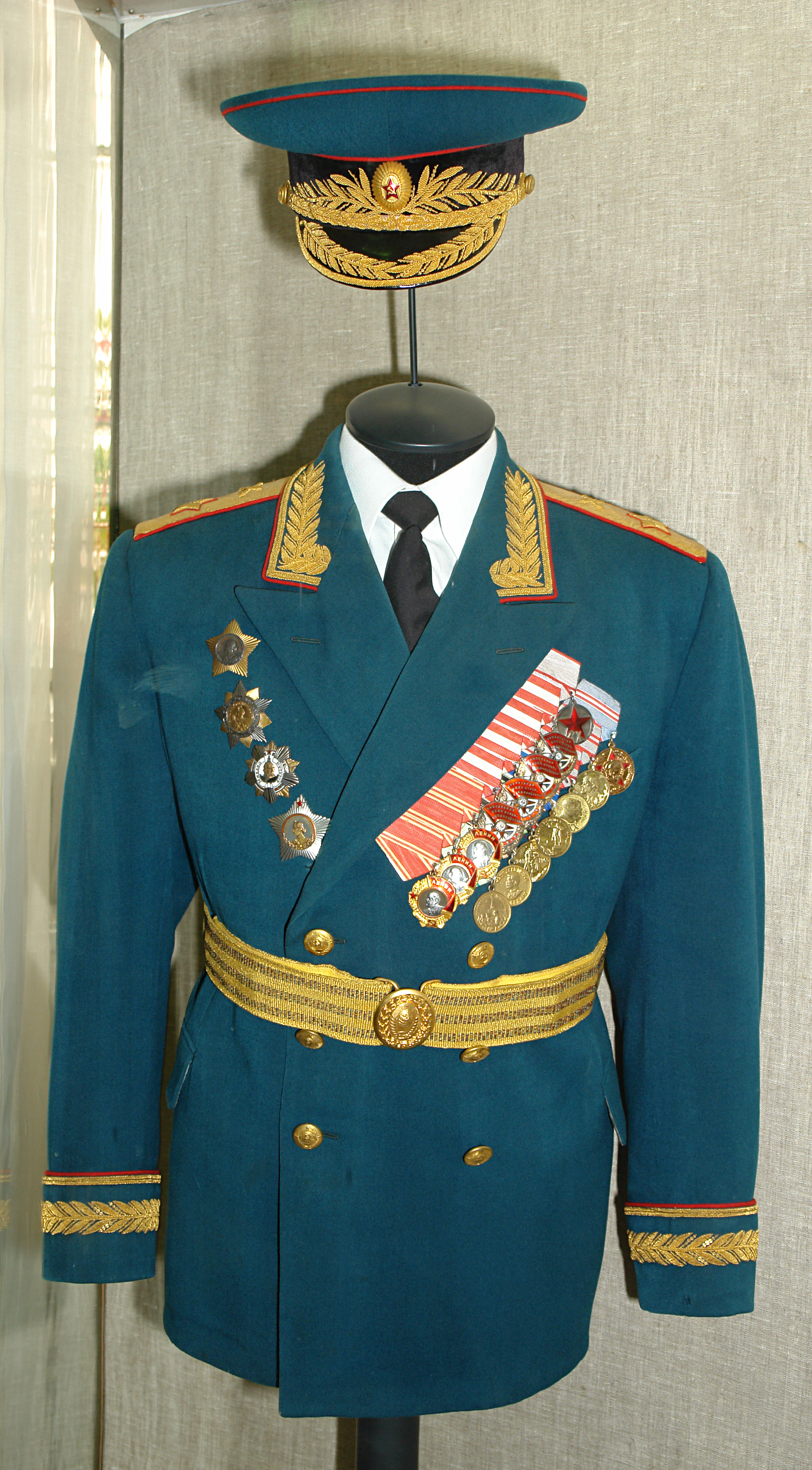
Uniform Marschall der Artillerie „Odinzow, Gregorij Fedorowitsch“ (1900–1972)
„Militärhistorisches Museum der Artillerie, der Pioniertruppen und der Fernmeldetruppen“, St. Petersburg

Marschall der Waffengattung, auch Marschall der Truppengattung (russisch Ма́ршал ро́да во́йск Marschal roda woisk, englisch Marshal of the branch, or Marshal of the branch of service) war die Bezeichnung für eine eigenständige Rangklasse der Dienstgradgruppe der Generale der Streitkräfte der UdSSR.
Marschall der Waffengattung war aber auch von 1943 bis 1974 der niedrigste Marschallsrang der Roten Armee und später der Sowjetarmee, der nach heutigem Verständnis den NATO-Rang OF9 entsprechen würde. Der Marschall der Waffengattung war nominell dem Armeegeneral OF9 gleichgestellt, verfügte jedoch über keine Befehls- und Kommandogewalt über einen Großverband XXXX.

## Einführung und Rangfolge
Die Bezeichnung Marschall der Waffengattung war der Semantik General der Waffengattung der damaligen deutschen Wehrmacht nachempfunden. Die Einführung der Rangklasse begann am 16. Januar 1943 zunächst mit der Einführung der Dienstgrade Marschall der Flieger, – der Artillerie und – der Panzertruppen.
Am 9. Oktober 1943 folgte dann die Einführung der Dienstgrade Marschall der Pioniertruppen und – der Nachrichtentruppe.
Alle fünf Ränge entsprachen dem allgemeinen OF9 Rang Armeegeneral.
| Rangfolge                                           |                                                 |                                                                            |
| Niedrigerer Rang: Generaloberst (Генерал-полковник) | Armeegeneral (Генерал армии)                    | Armeegeneral (Генерал армии)                                               |
| Niedrigerer Rang: Generaloberst (Генерал-полковник) | Marschall der Waffengattung (Ма́ршал ро́да во́йск) | Höherer Rang: Hauptmarschall der Waffengattung (Главный ма́ршал ро́да во́йск) |

## Verleihung
Bereits zwei Tage nach Einführung der neuen Rangklasse, am 18. Januar 1943, wurde N. N. Woponow zum Marschall der Artillerie befördert. Im Verlauf des gleichen Jahres wurden die Fliegergenerale A. A. Nowykow (17. März) und A. E. Golowanow (3. August) zum „Marschall der Flieger“ befördert. Bereits zum 21. Februar 1944 avancierten beide zum „Hauptmarschall der Flieger“. Gleichzeitig wurden die Panzergenerale P. A. Rotminstrow und J. B. Fedorenko zum Marschall der Panzertruppen befördert. Zum Marschall der Pioniertruppen wurde M. P. Worobjow befördert, und zum Marschall der Nachrichtentruppen avancierte I. T. Perersypkin.
Eingewiesen in diese Rangklasse wurden in der Regel Offiziere die zuvor den Range Generaloberst OF8 innehatten, förderungswürdig waren oder zur Beförderung zum Armeegeneral OF9 anstanden, jedoch für Verwendungen als Befehlshaber beispielsweise einer Armee oder vergleichbare Großverbände XXXX nicht in Frage kamen, oder für die kein entsprechender Befehlshaber-Dienstposten verfügbar war. Mit der Beförderung zum Marschall der Waffengattung war in der Regel eine zukünftige Avance zum Marschall der Sowjetunion OF10 ausgeschlossen. Für Generaloberste, die zum Armeegeneral befördert wurden blieb diese Karriereaussicht offen.

## Rangabzeichen
Ausführung und Gestaltung und Trageweise der Abzeichen in Form von Schulterstücken wurden am 6. Februar 1943 bestätigt und waren dem Schulterstück Marschall der Sowjetunion nachempfunden.
Im Unterschied zum Schulterstück „Armeegeneral“ mit vier in Reihe angeordneten Generalssternen waren für das Schulterstück „General der Waffengattung“ ein großer Marschallstern und das betreffende Symbol der Waffengattung festgelegt. Gemäß „Befehl des Volkskommissars der UdSSR für Verteidigung“ vom 26. Oktober 1943 wurde der Sterndurchmesser für den neuen Marschall der Waffengattung von 50 mm auf 40 mm verringert. Als Halsbandabzeichen war ein besonderer „Marschallstern klein“ verfügt, der im Unterschied zum „Marschallstern groß“ für die beiden OF10-Ränge Marschall der Sowjetunion bzw. Admiral der Flotte der Sowjetunion etwas kleiner gehalten war und zwischen den fünf Zacken keine Brillanten aufwies. Das Halsband war in der Farbe der betreffenden Waffengattung gehalten. Die Trageerlaubnis für den „Marschallstern klein“ wurde ab 1962 für die OF9-Flagoffizier Flottenadmiral und ab 1974 für den OF9-Rang „Armeegeneral“.
| Bezeichnung           | Marschall der Waffengattung 1943 – 1955 | Marschall der Waffengattung 1943 – 1955 | Marschall der Waffengattung 1943 – 1955 | Marschall der Waffengattung 1943 – 1955 | Marschall der Waffengattung 1943 – 1955 | Marschall der Waffengattung 1955 – 1993 | Marschall der Waffengattung 1955 – 1993 | Marschall der Waffengattung 1955 – 1993 | Marschall der Waffengattung 1955 – 1993 | Marschall der Waffengattung 1955 – 1993                                           |
| --------------------- | --------------------------------------- | --------------------------------------- | --------------------------------------- | --------------------------------------- | --------------------------------------- | --------------------------------------- | --------------------------------------- | --------------------------------------- | --------------------------------------- | --------------------------------------------------------------------------------- |
| Schulterstück         |                                         |                                         |                                         |                                         |                                         |                                         |                                         |                                         |                                         |                                                                                   |
| Rang                  | Marschall der Artillerie                | Marschall der Flieger                   | Marschall der Panzertruppen             | Marschall der Nachrichtentruppe         | Marschall der Pioniertruppen            | Marschall der Artillerie                | Marschall der Flieger                   | Marschall der Panzertruppen             | Marschall der Nachrichtentruppe         | Marschall der Pioniertruppen (bis 1974), ab 1955 anderes Symbol der Waffengattung |
| Original- bezeichnung | маршал артиллерии                       | маршал авиации                          | маршал бронетанковых войск              | маршал войск связи                      | маршал инженерных войск                 | маршал артиллерии                       | маршал авиации                          | маршал бронетанковых войск              | маршал войск связи                      | маршал инженерных войск                                                           |

## Abbau und Aufgabe
Marschall der Panzertruppen wurde im Jahr 1984 als Rangbezeichnung und Dienstgrad aufgegeben und gestrichen.
Der letzte Offizier, dem der Rang „Marschall der Flieger“ verliehen wurde, war der Verteidigungsminister der UdSSR, E.I. Schaposchnikow, im August 1991.
Im „Gesetz der Russischen Föderation über Wehrpflicht und Wehrdienst“ (Nr.: 4455-I vom 25. März 1993) sind abschließend folgender Festlegungen verfügt.
- Die Ränge Marschall der Flieger, Marschall der Artillerie, Marschall der Pioniertruppen, Marschall der Nachrichtentruppe und Hauptmarschälle der Waffengattungen sind aus der Stammrolle der Dienstränge der Streitkräfte der Russischen Föderation gestrichen.
- Höchster Generalsrang ist der Armeegeneral
- Höchster Marschallsrang ist der Marschall der Russischen Föderation